# Гуго V де Лузиньян
Гуго V Благочестивый (фр. Hugues V le Pieux, или le Débonnaire; погиб 8 октября 1060) — 5-й сеньор де Лузиньян и сеньор де Куэ с 1026 года.

## Биография
Гуго V был сыном Гуго IV де Лузиньяна и Одеарды де Туар. Женился на Альмодис де Ла Марш, дочери графа Ла Марша Бернара I. Через некоторое время был вынужден с ней развестись по причине близкого родства, и Альмодис вышла вторым браком за графа Понса Тулузского.
В 1060 году по просьбе бывшей жены Гуго V выступил на стороне Гильома IV Тулузского (сына Понса и Альмодис) против своего сеньора, герцога Гильома VIII Аквитанского. Однако был осаждён войсками герцога в своём Лузиньянском замке и погиб перед его воротами во время вылазки.
Дети:
- Гуго VI де Лузиньян
- Журден, брат-близнец Гуго
- Мелисенда, замужем за Симоном, сеньором де Партене